# Christian Friedrich Sattler
Christian Friedrich Sattler (* 17. November 1705 in Stuttgart; † 18. Mai 1785 ebenda) war ein deutscher Archivar und Geschichtsschreiber.
Nach dem Jurastudium wurde er zum Hofgerichtsadvocaten ernannt. 1735 trat er in den Archivdienst ein und wurde 1741 zum wirklichen Geheimen Archivar befördert, seit 1776 mit dem Titel eines Regierungsrats. Als Historiker bearbeitete Sattler die Geschichte Württembergs, zunächst in der Fortsetzung des Geschichtswerks von Oswald Gabelkover. Später bearbeitete er die gesamte Landesgeschichte selbständig.

## Werke
- Topographie Württembergs (1752)
- Geschichte des Herzogthums und der angrenzenden Gebiete bis 1260 (1767)
- Geschichte Württemberg’s unter der Regierung der Graven (4 Teile, 1767–1768)
- Geschichte Württemberg’s unter der Regierung der Herzogen (13 Teile, 1769–1783)